# Claës von Numers
Claës Johan von Numers, född 7 november 1906 i Viborg, död 27 februari 1984, var en finländsk läkare. Han var son till professor Gösta von Numers och Ida Cecilia Ahrenberg.
Efter studentexamen 1924 blev von Numers medicine kandidat 1927, medicine licentiat 1933 samt medicine och kirurgie doktor 1943. Han var assistent vid Helsingfors universitets patologiska inrättning 1933–1934, assistentläkare vid kvinnokliniken 1934–1939, biträdande överläkare 1944–1954, blev docent vid Helsingfors universitet 1945 och var överläkare för patologiska avdelningen vid Helsingfors universitets kvinnoklinik från 1958. Han skrev Über die Zellformen des Stromagewebes der menschlichen Gebährmutterschleimhaut (akademisk avhandling, 1942) samt arbeten i patologi och gynekologi. Han blev ledamot av Finska Vetenskapssocieteten 1957, tilldelades professors titel 1959 och blev hedersledamot av Finska Läkaresällskapet 1975.